# إبراهيم وجيه الدين
سيدنا إبراهيم وجيه الدين بن سيدي عبد القادر حكيم الدين (تُوفي في 17 محرم 1168 هـ/1756 م، في أوجين، بالهند) كان الداعي التاسع والثلاثين للبهرة الداودية. خلف الداعي الثامن والثلاثين سيدنا إسماعيل بدر الدين الثاني في المنصب الديني.

## الحياة
وُلِد سيدنا إبراهيم عام 1690 م. تلقى تعليمه الأولي على يد والده السيد عبد القادر حكيم الدين. في سن الحادية والعشرين، أرسله والده لخدمة الداعي. فخدم سيدنا موسى كليم الدين وسيدنا نور محمد نور الدين في أحلك الظروف.
في عام 1143 هـ، ضرب جفاف شديد مدينة أوجين. دعا أتباع مختلف الديانات للاستسقاء، لكن دون جدوى. توجه سيدنا وجيه الدين برفقة المؤمنين إلى ضفاف نهر سيبرا، ودعا الله أن ينال المطر. وبعد أن أنهى صلاته، شعر أهل أوجين بالراحة، إذ سرعان ما بدأ المطر يهطل بغزارة.
أصبح سيدنا إبراهيم وجيه الدين الداعي المطلق عام 1150هـ/1738م. فترة دعوته كانت من 1150 - 1168 هـ التي توافق 1738 - 1756 م.
وخلفه ابنه الداعي الأربعون سيدنا هبة الله المؤيد في الدين بعد وفاته عن عمر يناهز 58 عامًا.
وكان شركاؤه/نوابه:
- موازين: الشيخ آدم بن سيدنا نور الدين، سيدنا هبة الله المؤيد في الدين
- مكسير: علي بن فرجي

البهرة الهباتية هي فرع من المذهب الشيعي الإسماعيلي المستعلي الذي انفصل عن البهرة الداودية السائدة بعد وفاة سيدنا إبراهيم وجيه الدين في عام 1754 م.

## مزار نجمي
سيدنا إبراهيم وجيه الدين مع اثنين آخرين من الدعاة هما سيدنا هبة الله المؤيد فيدين وسيدنا عبد القادر نجم الدين دُفنوا في هذا الضريح الواقع في قمري مرج، في أوجين، بالهند.

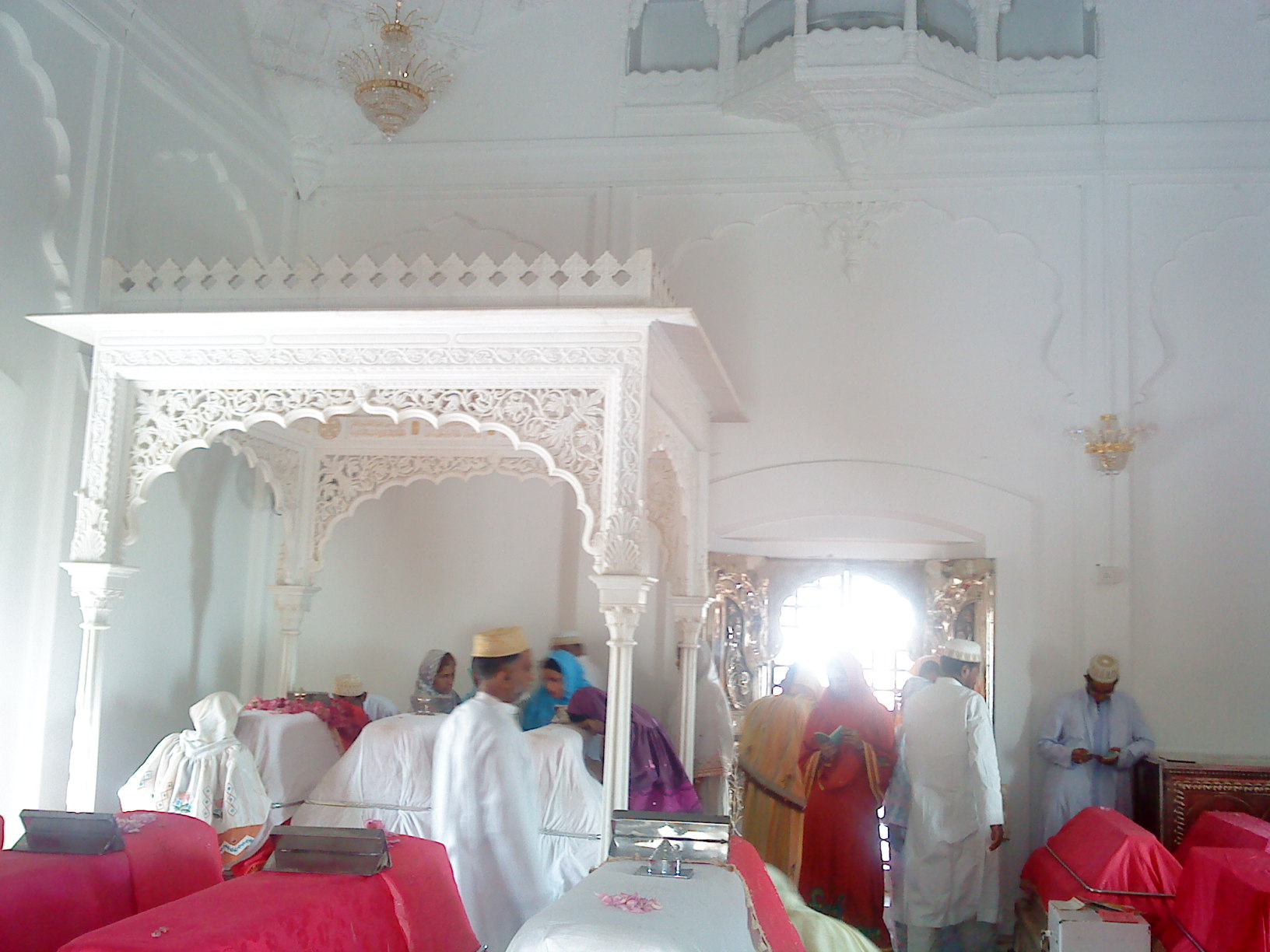
داخل الضريح. تشير الشاتري (الجناح/القبة المرتفعة) إلى مكان دفن الدعاة الثلاثة.
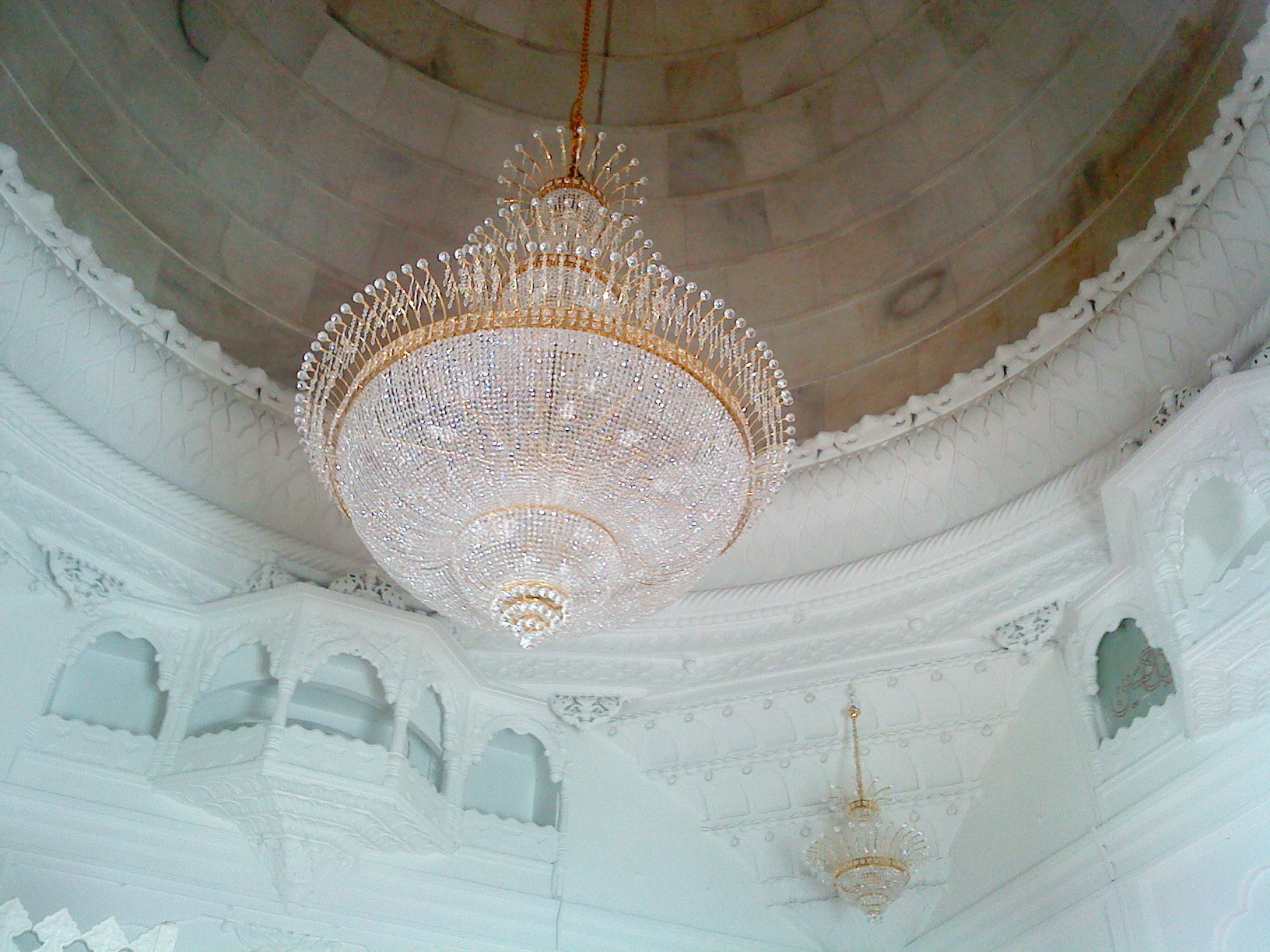
سقف/مداخل قبة الروزا (الضريح).
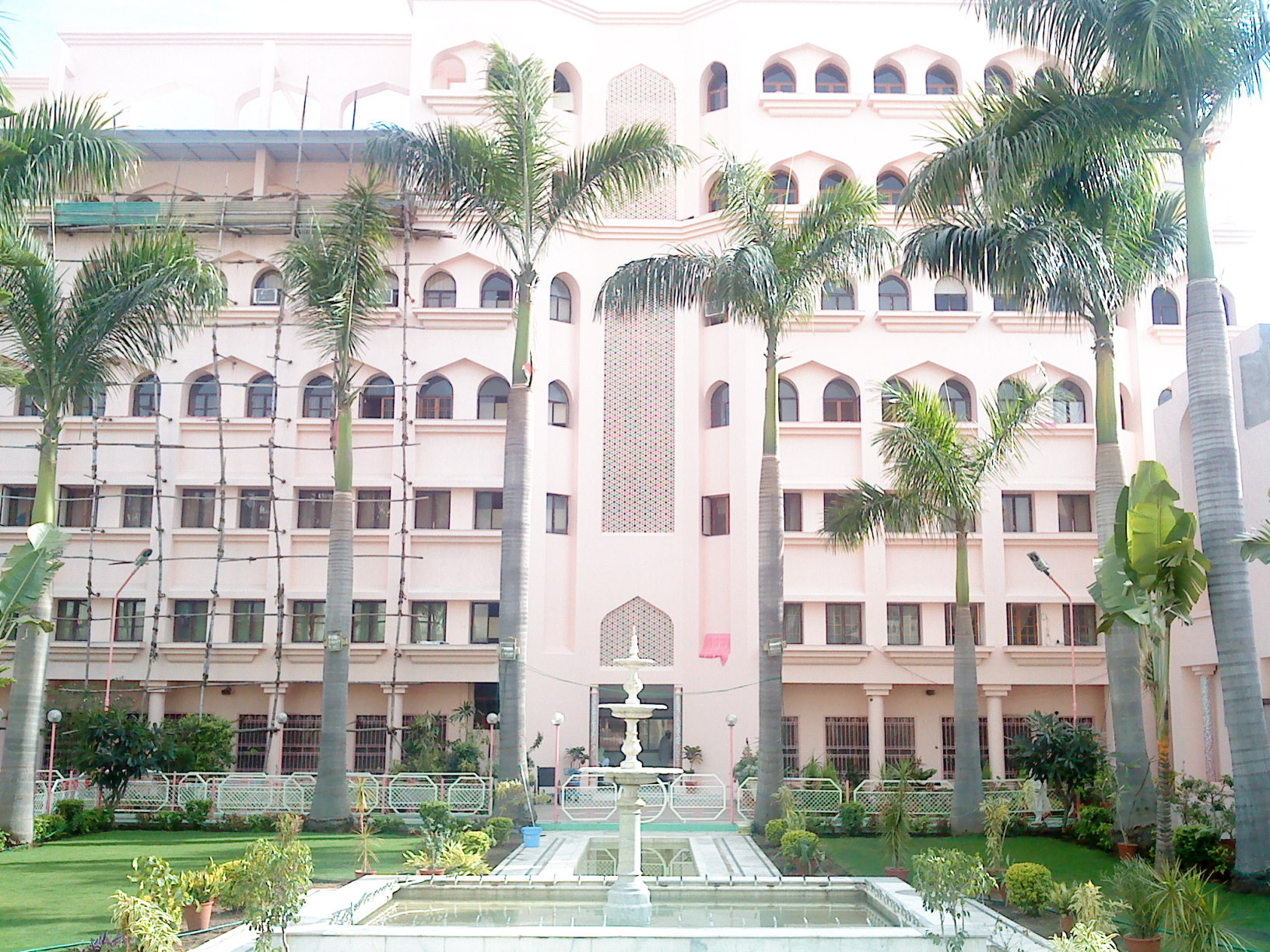
مجمع سكني للزوار في أوجاين .
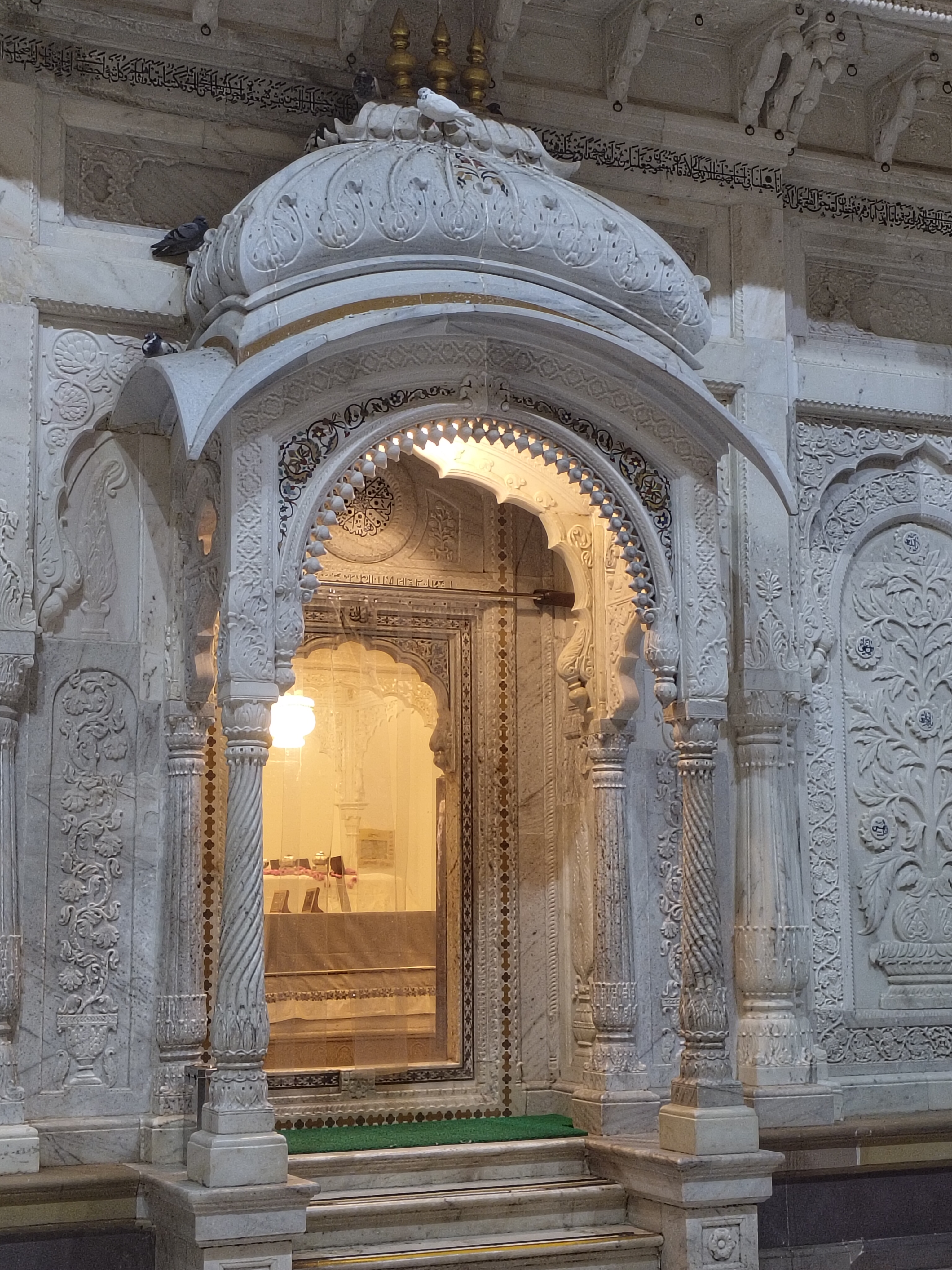
مدخل دارغا نجمي
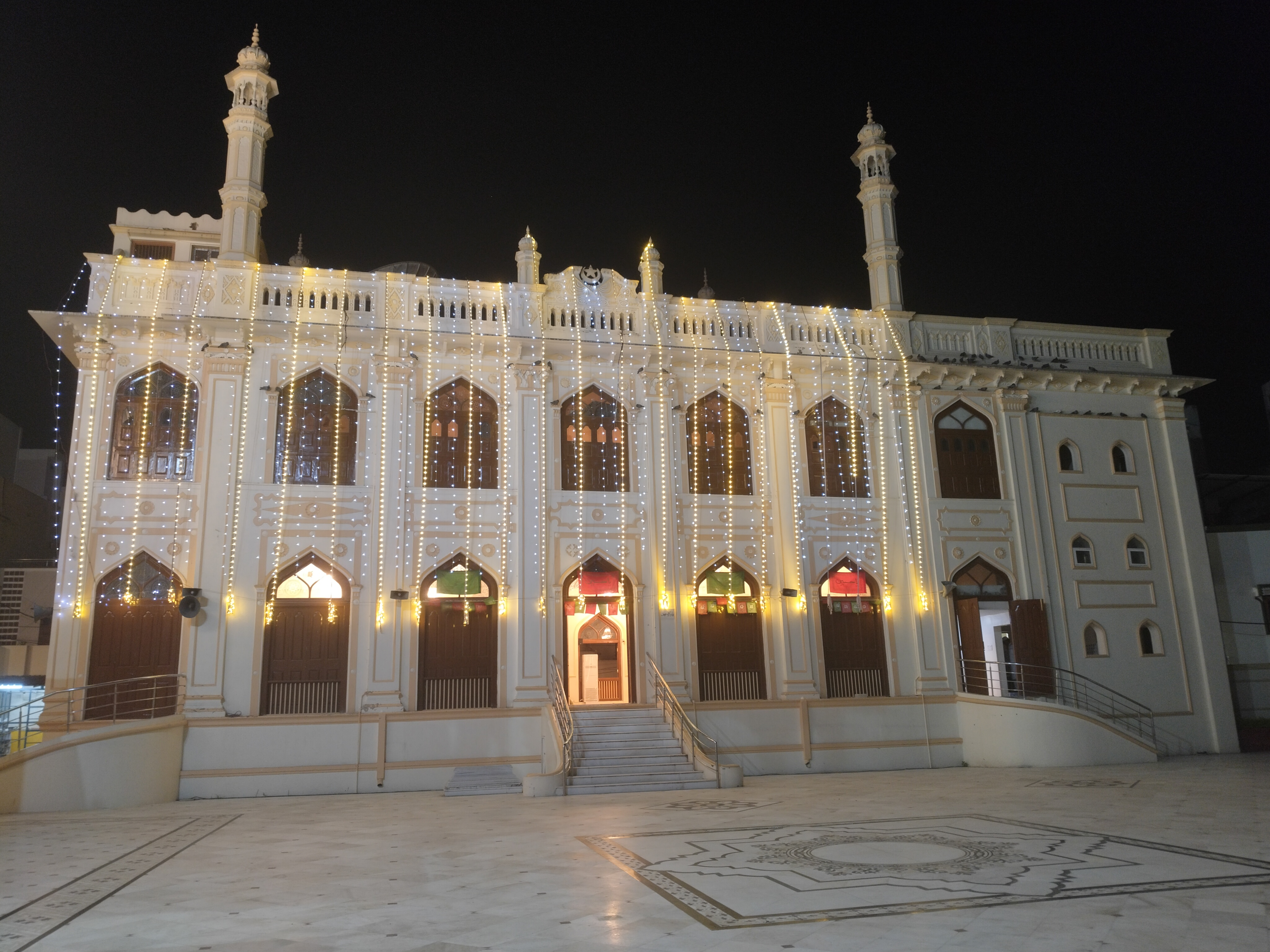
مسجد روجا، أوجاين
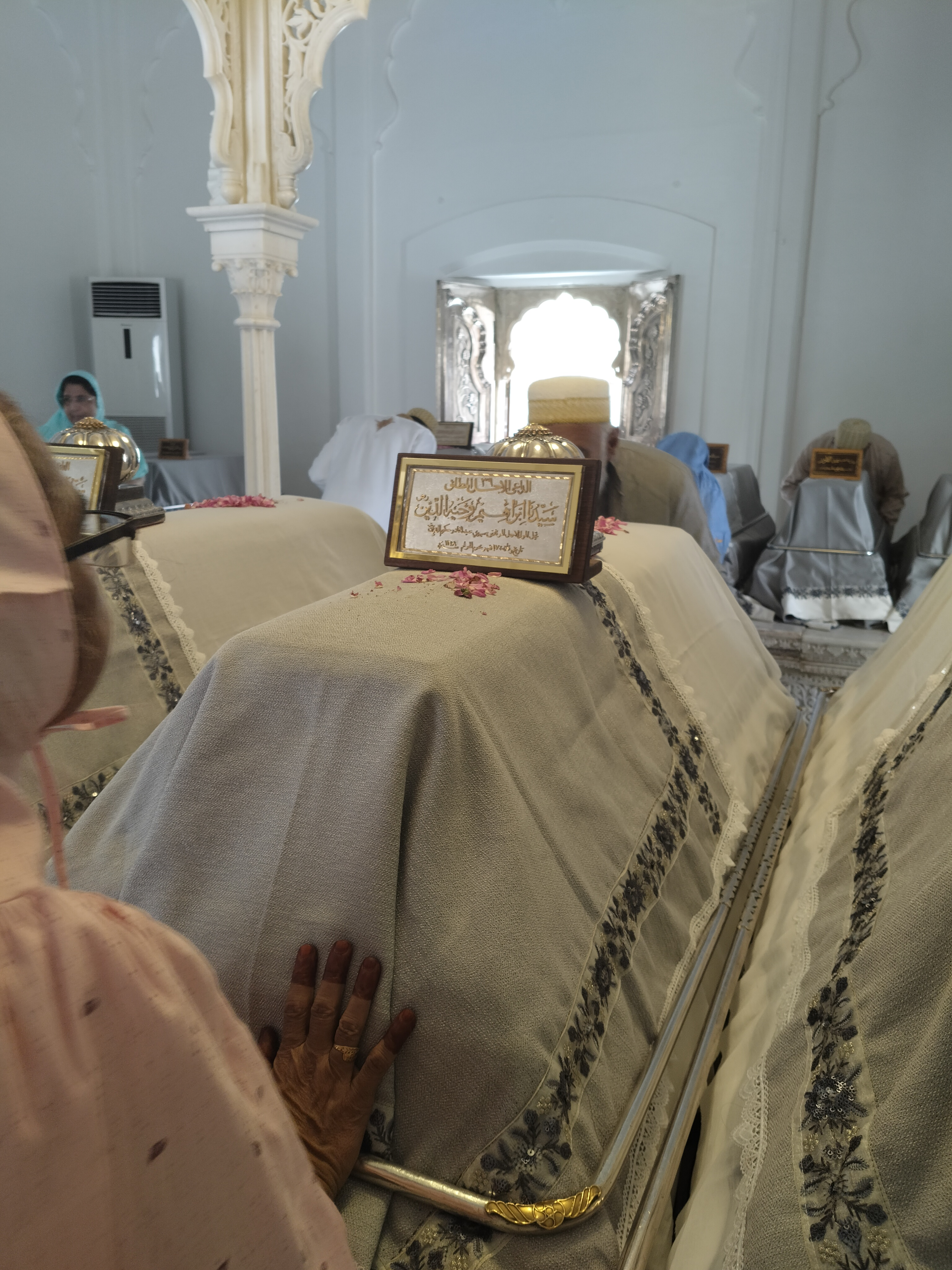
كابر سيدنا إبراهيم فاجي الدين
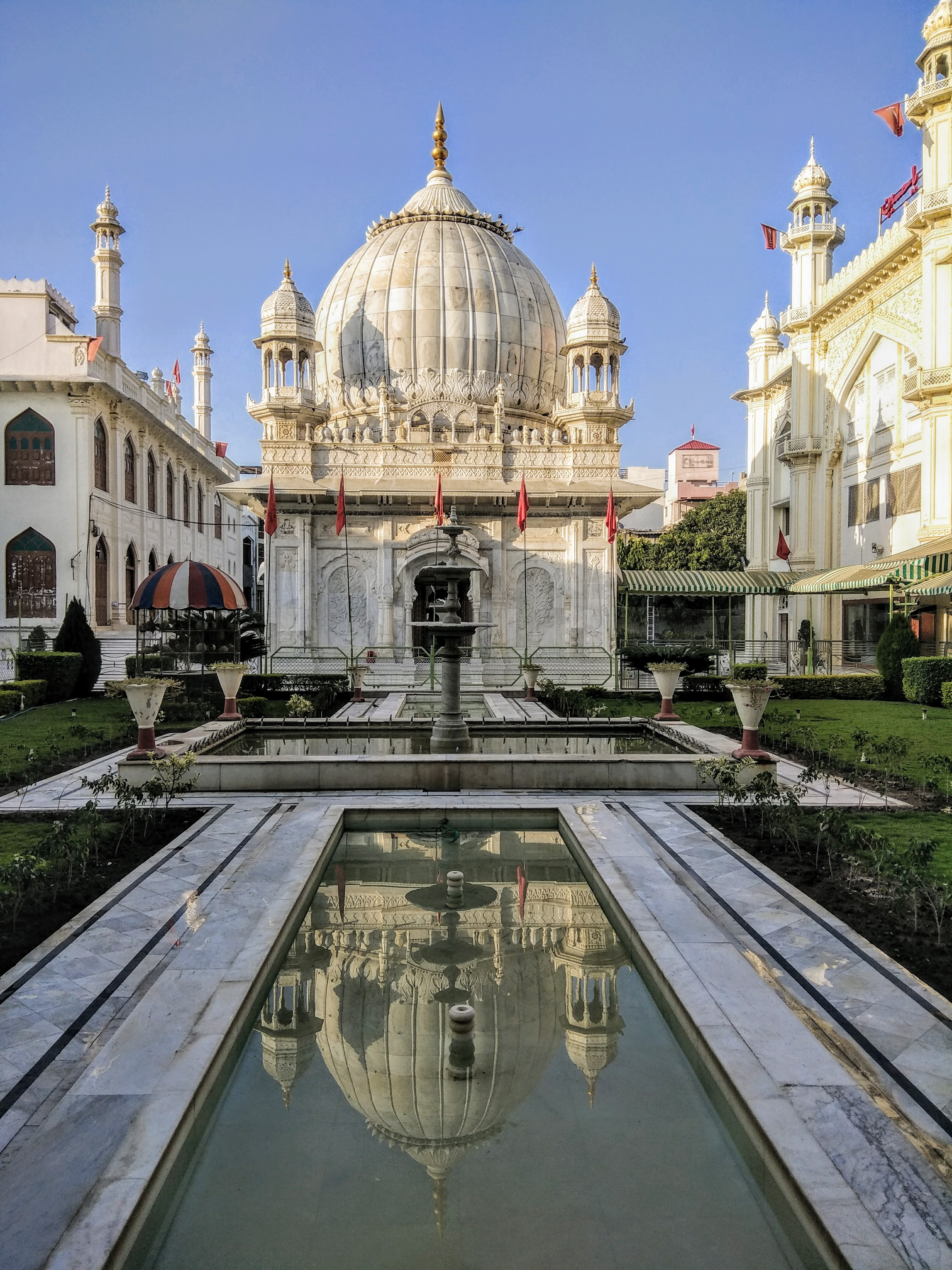
موقع مزار نجمي حيث دفن الداعي المطلق

## قراءة إضافية
- Idris Imad al-Din ibn al-Hasan al-Quraishi (1970) [1488]. Uyun al-akhbar wa-funun al-athar fi faḍail al-Aimmah al-aṭhar. Silsilat al-turāth al-Fāṭimī. ترجمة: Mustafa Ghalib. Dar al-Andalus. ج. 6. ص. 738. LCCN:n85038131. مؤرشف من الأصل في 2025-07-13.
- Farhad Daftary (1992). The Isma'ilis: Their History and Doctrines. دار نشر جامعة كامبريدج. ISBN:9780521429740. مؤرشف من الأصل في 2025-07-19 – عبر books.google.com.
- Mamujee Hassanally، Yusuf (2017). Gems of History: A Brief History of Doat Mutlaqeen. Colombo: Alvazaratus Saifiyah. مؤرشف من الأصل في 2025-07-13.

| ألقاب شيعيَّة                                              | ألقاب شيعيَّة                                                  | ألقاب شيعيَّة                   |
| -------------------------------------------------------- | ------------------------------------------------------------ | ----------------------------- |
| إبراهيم وجيه الدين الداعي المطلقولد: 1690 م توفي: 1756 م |                                                              |                               |
| سبقه إسماعيل بدر الدين الثاني                            | الداعي المطلق التاسع والثلاثون (39) 1150–1168 هـ/1738–1756 م | تبعه هبة الله المؤيد في الدين |